# نيك روزين
نيك روزين (بالإنجليزية: Nick Rosen)‏ هو منتج أفلام أمريكي، ولد في 21 أغسطس 1974 في كيبك في كندا.

## روابط خارجية
- نيك روزين على موقع IMDb (الإنجليزية)
- نيك روزين على موقع قاعدة بيانات الفيلم (الإنجليزية)